# Karel Alois Polánek
Karel Alois Polánek (4. dubna 1887 Ryšín u Rakovníka – 25. prosince 1953 Kladno) byl český učitel, muzejní pracovník a archivář vlastivědný a pracovník Žatecka a Kladenska činný hlavně v období mezi dvěma světovými válkami.

## Životopis
Studoval na reálce v Rakovníku, v Praze a na učitelském ústavu v Praze. Učil v Mutějovicích, od roku 1922 pracoval jako inspektor státních menšinových škol v Podbořanech a v letech 1925–1938 v Žatci. Redaktor vlastivědného časopisu Krajem Lučanů. V Žatci podle něj bylo pojmenováno regionální muzeum.
V roce 1940 byl přeložený do Kladna, kde též působil ve funkci okresního školního inspektora do roku 1945, do roku 1948 byl úředníkem Ministerstva školství a národní osvěty. Od roku 1948 pracoval v kladenském muzeu a od roku 1952 byl prvním okresním archivářem v Kladně. Na obecné škole na Amálce založil Okresní studijní knihovnu učitelskou a sbírku kladnensií.

## Dílo
Psal historickou literaturu Kladenska, Podbořanska a Žatecka, sepsal pověsti z Kladenska. Jeho dílem je také jedna z učebnic matematiky.
- Chomutovsko : stručný popis okresu pro školu i dům
- Kytice bájí, pověstí a příběhů z okresu kladenského
- Lhůtník administrativní správy státních škol národních
- Lidický kříž
- Náš vývoj v severních Čechách pod ochranou Národní Jednoty Severočeské 1910–1935 : k padesátiletému jubileu práce Národní Jednota Severočeská. Díl I, Kraje: Žatecký a Podbořanský
- Nezapomínejme ... : výkřiky české duše
- Počty a měřictví
- Program kulturní práce učitelstva na Kladensku
- Průvodce správce menšinové školy národní
- Průvodce správce školy, zvláště menšinové
- Příruční kniha české literatury
- Příruční kniha dějin české literatury : pokus o obrazy z dějin českého písemnictva. I, Věk starý
- Sborník podbořanský a žlutický
- Školní kabinet : Příručka z praxe pro praxi
- Z dob žalu i slávy : příspěvek k dějinám českého školství kraje Lučanů